# Thibodaux
Thibodaux és una població dels Estats Units a l'estat de Louisiana. Segons el cens del 2000 tenia 95.856 habitants.

## Demografia
Segons el cens del 2000, Thibodaux tenia 14.431 habitants. La densitat de població era de 1.018,6 habitants/km².
Per edats la població es repartia de la següent manera: un 24,6% tenia menys de 18 anys, un 17,3% entre 18 i 24, un 25,1% entre 25 i 44, un 18,9% de 45 a 60 i un 14,1% 65 anys o més.
L'edat mediana era de 31 anys. Per cada 100 dones de 18 o més anys hi havia 79,3 homes.
La renda mediana per habitatge era de 26.697 $ i la renda mediana per família de 36.551 $. Els homes tenien una renda mediana de 31.464 $ mentre que les dones 21.144 $. La renda per capita de la població era de 16.966 $. Entorn del 20,6% de les famílies i el 25,1% de la població estaven per davall del llindar de pobresa.

## Poblacions més properes
El següent diagrama mostra les poblacions més properes.